# Vladislav Mylnikov
Vladislav Valeryevich Mylnikov (russo:  Владислав Валерьевич Мыльников; IPA: [vɫədʲɪˈsɫaf ˈmɨlʲnʲɪkəf]; 12 de setembro de 2000) é um esgrimista russo, medalhista olímpico.

## Carreira
Mylnikov conquistou a medalha de prata nos Jogos Olímpicos de Verão de 2020 em Tóquio como representante do Comitê Olímpico Russo ao lado de Anton Borodachev, Kirill Borodachev e Timur Safin, após confronto contra os franceses Enzo Lefort, Erwann Le Péchoux, Julien Mertine e Maxime Pauty na disputa de florete por equipes.